# Національний архів Республіки Башкортостан
Національний архів Республіки Башкортостан (башк. Башҡортостан Республикаһының Милли архивы) — державна казенна установа при Управлінні у справах архівів Республіки Башкортостан.

## Історія
11 серпня 1919 року комісією Головного архіву РРФСР прийнято рішення про створення Уфимського відділення Головархіву РРФСР — Уфимського губернського архіву.
У 1920 році у Стерлітамаку створений Архів Башкирської АРСР.
У серпні 1922 року, в зв'язку з утворенням Великої Башкирії, Уфимське відділення Головархіву і Управління архівною справою Башкирської АРСР об'єднані в Центральний архів Башкирської АРСР при Башкирському центральному виконавчому комітеті.
У 1939 році перейменований в Центральний державний архів Башкирської АРСР і був переведений у підпорядкування НКВС БАРСР. 
У роки Другої світової війни в архіві Башкирської АРСР розміщувались евакуйовані архіви РНК СРСР, Наркомату авіаційної промисловості СРСР, Наркомнафти СРСР, Наркомместпрома РРФСР, Кіровоградського облвиконкому, установ і підприємств Калінінської, Воронезької, Курської, Орловської областей.
У 1961 році архів перейшов у відання Ради Міністрів Башкирської АССР.
22 листопада 1991 року згідно з постановою Ради Міністрів Башкирської РСР перетворений у Центральний державний історичний архів.
У 2010 році, згідно з розпорядженням Уряду Республіки Башкортостан від 24 жовтня 2007 року «Про переведення на електронні носії матеріалів переписів населення XVII—XIX ст.» завершена робота з оцифрування цих унікальних документів і створення електронного фонду користування.
4 червня 2011 року на виконання Указу Президента Республіки Башкортостан від 19 квітня 2011 ЦДІА РБ перетворено в Державну казенну установу Республіки Башкортостан Центральний історичний архів Республіки Башкортостан (ЦКУ РБ ЦІА РБ).

## Фонди

### Фонди громадських об'єднань
Зберігаються документи з історії соціально-економічного, суспільно-політичного і культурного розвитку Башкортостану. Історія Башкортостану також відображена у фондах губернських і повітових установ Оренбурзької і Уфимської губерній, Оренбурзького військового губернатора, гірських заводів (Тирлянського, Бєлорєцького, Узянського, Катав-Івановського та ін.), Оренбурзького магометанського духовного зібрання, Башревкому, республіканських та місцевих органів влади, підприємств та об'єднань, профспілок та інших.

### Особисті фонди
У 192 особистих фондах зберігаються 8 046 одиниць зберігання.
У ЦДІА РБ зберігаються особові фонди державних і громадських діячів, які відіграли значну роль у політичному, соціально-економічному, культурному житті республіки.
Серед них представлені особисті матеріали Барсова М.М., Валідова А-З.А., Єлгаштиної М.М., Терегулова Г.Н., Хакімова К.А. та інших.

## Основні видання і публікації
- Вклад Башкирии в победу России в Отечественной войне 1812 года// Под ред. А. А. Хисматуллин (ответств.), А. З. Асфандияров, Р. Н. Рахимов. Сост. Р. Н. Рахимов (ответств.), Б. А. Азнабаев, З. Г. Гатиятуллин, Г. Т. Калимуллина, Ф. Г. Нугаева. Уфа: «Китап», 2012.
- Путеводитель по фондам Центрального государственного исторического архива Республики Башкортостан. Часть 1: Фонды учреждений, организаций и предприятий Российской империи.